# Kilfod
Kilfod (dansk) eller Kielfoot (tysk) er en odde i den indre Sli i Svansø i Sydslesvig ved overgangen fra den smalle Mysund til Store Bredning. På det smalleste sted er odden kun få meter bred. Landtangen har sit navn fra det forhenværende kastel Kil, som Knud Lavard byggede i 1100-tallet for at forsvare landet mod venderne. Kastellet blev bl.a. nævnt i Knytlingesagaen. I dag er der intet tilbage af middelalderens fæstning. Få meter syd for kastellet lå landsbyen med samme navn, som er sidst nævnt i 1400-tallet og senere forsvandt. Landsbyens tilværelse er bl.a. dokumenteret i Svavstedbogen. På sundets modsatte bred i Angel lå et andet kastel. Navnet Kil er afledt af oldnordisk kīll for kile. På dansk findes også formen Kjelsfod.
Halvøen er nu dækket af skov (Mysunde Skov) og enge (Kilseng). Administrativ hører halvøen under Kosel (Koslev) Kommune. Området er en del af EU-habitatområdet Slien/Sliminde.